# Nam Hưng, Nam Sách
Nam Hưng là một xã thuộc huyện Nam Sách, tỉnh Hải Dương, Việt Nam.

## Địa lý
Xã Nam Hưng nằm ở phía Bắc huyện Nam Sách, cách trung tâm huyện 10 km, có vị trí địa lý:
- Phía đông giáp xã Nam Tân
- Phía tây và phía bắc giáp sông Thái Bình
- Phía nam giáp các xã Hiệp Cát, Hợp Tiến

Xã Nam Hưng có diện tích 4,90 km², dân số năm 2019 là 5.780 người, mật độ dân số đạt 1.180 người/km².

## Hành chính
Xã Nam Hưng được chia thành 3 thôn: Trần Xá, Linh Xá, Ngô Đồng.
THÔN TRẦN XÁ:
- Thôn Trần Xá tức Trần Xá Loan (thời Trần) tại đây, vụng Trần Xá đã diễn ra Hội nghị Bình Than để bàn kế sách chống quân Nguyên-Mông năm 1282.
- Là nơi sinh ra anh hùng lực lượng vũ trang thiếu niên liệt sỹ Nguyễn Đăng Lành (1935 - 1949)